# Shaquille Harrison
Shaquille Harrison (Kansas City, Misuri; 3 de octubre de 1993) es un jugador de baloncesto estadounidense que pertenece a la plantilla del ASVEL Lyon-Villeurbanne de la Pro A. Con 1,93 metros de estatura, juega en la posición de base.

## Trayectoria deportiva

### Universidad
Jugó cuatro temporadas con los Golden Hurricane de la Universidad de Tulsa, en las que promedió 11,1 puntos, 4,5 rebotes, 3,5 asistencias y 1,8 robos de balón por partido. En sus dos últimas temporadas fue incluido en el segundo mejor quinteto de la American Athletic Conference. es el único jugador en la historia de su universidad en jugar todos los partidos de sus cuatro años de carrera como titular. Es además el único jugador de la historia de los Golden Hurricane en lograr 1300 puntos, 400 asistencias y 200 robos de balón, y el único en conseguir 50 o más robos en cada una de las cuatro temporadas.

### Profesional
Tras no ser elegido en el Draft de la NBA de 2016, el 25 de septiembre firmó contrato con los Phoenix Suns para disputar la pretemporada, pero fue despedido el 10 de octubre, antes del comienzo de la competición. El 31 de octubre fue adquirido por los Northern Arizona Suns en calidad de afiliado de Phoenix. En su primera temporada promedió 9,8 puntos y 4,1 rebotes por partido.
El 21 de febrero de 2018 firmó un contrato de 10 días con los Phoenix Suns. En su debut dos días después ante Los Angeles Clippers logró 4 asistencias y 4 robos en 14 minutos. Fue despedido un día antes del comienzo de la temporada 2018-19.
El 21 de octubre de 2018 firmó contrato con los Chicago Bulls, ocupando la plaza que dejaba vacante Ömer Aşık.
Después de dos años en Chicago, el 9 de diciembre de 2020, firma con Utah Jazz. Pero el 24 de febrero, tras 17 encuentros en los que apenas disputó 3 minutos por partido, es cortado por los Jazz.
El 8 de abril de 2021 firmó un contrato dual con Denver Nuggets.
El 27 de septiembre de 2021, Harrison firmó con los Philadelphia 76ers, pero fue despedido el 16 de octubre. Se unió a los Delaware Blue Coats, filial de la G-League de los Sixers, en octubre de 2021.
El 18 de diciembre de 2021, firma un contrato de 10 días con los Brooklyn Nets. Debutando ese mismo día y regresando a los Blue Coats el 9 de enero de 2022 tras 2 encuentros con los Nets.
El 19 de enero firma un contrato de 10 días con Memphis Grizzlies, pero no llega a debutar, regresando a Delaware el 29 de enero. El 8 de abril fue nombrado Mejor Defensor de la G League.
El 31 de marzo de 2023 firmó un contrato de 10 días con los Portland Trail Blazers. El 9 de abril de 2023 firmó con Los Angeles Lakers.
El 31 de agosto de 2023 firmó con los Memphis Grizzlies, pero fue cortado antes del comienzo de la temporada. El 24 de noviembre firmó de nuevo con los Grizzlies un contrato de diez días, regresando posteriormente a South Bay. El 4 de abril de 2024, fue nombrado una vez más Jugador Defensivo del Año de la NBA G League después de liderar la liga en robos por partido.
Tras ocho temporadas alternando entre equipos de NBA y la G League, el 2 de julio de 2024, decide dar el salto a Europa, fichando con el ASVEL Lyon-Villeurbanne de la liga Pro A.

## Estadísticas de su carrera en la NBA

### Temporada regular
| Año     | Equipo   | PJ  | PT | MPP  | %TC  | %3P  | %TL  | RPP | APP | ROB | TPP | PPP |
| ------- | -------- | --- | -- | ---- | ---- | ---- | ---- | --- | --- | --- | --- | --- |
| 2017-18 | Phoenix  | 23  | 2  | 16.7 | .476 | .231 | .737 | 2.7 | 2.4 | 1.1 | .3  | 6.6 |
| 2018-19 | Chicago  | 73  | 11 | 19.6 | .432 | .270 | .667 | 3.0 | 1.9 | 1.2 | .4  | 6.5 |
| 2019-20 | Chicago  | 43  | 10 | 11.3 | .467 | .381 | .780 | 2.0 | 1.1 | .8  | .4  | 4.9 |
| 2020-21 | Utah     | 17  | 0  | 3.3  | .300 | .000 | .833 | .5  | .5  | .1  | .0  | 1.0 |
| 2020-21 | Denver   | 17  | 0  | 16.3 | .345 | .214 | .813 | 2.3 | .9  | .9  | .3  | 3.3 |
| 2021-22 | Brooklyn | 2   | 0  | 11.5 | .333 | .000 | —    | 2.0 | 1.5 | .5  | .5  | 2.0 |
| 2022-23 | Portland | 5   | 0  | 24.0 | .417 | .300 | .733 | 4.4 | 6.0 | 2.2 | .4  | 8.8 |
| 2023-24 | Memphis  | 3   | 0  | 2.0  | .500 | —    | —    | .7  | .0  | .0  | .3  | .7  |
| Total   | Total    | 183 | 23 | 15.2 | .435 | .281 | .718 | 2.4 | 1.6 | 1.0 | .4  | 5.2 |

### Playoffs
| Año   | Equipo      | PJ | PT | MPP | %TC  | %3P   | %TL  | RPP | APP | ROB | TPP | PPP |
| ----- | ----------- | -- | -- | --- | ---- | ----- | ---- | --- | --- | --- | --- | --- |
| 2021  | Denver      | 9  | 0  | 4.4 | .750 | 1.000 | .667 | .9  | .3  | .3  | .3  | 1.0 |
| 2023  | L.A. Lakers | 8  | 0  | 3.5 | .571 | 1.000 | .500 | .4  | 1.1 | .3  | .0  | 1.3 |
| Total | Total       | 17 | 0  | 4.0 | .636 | 1.000 | .600 | .6  | .7  | .3  | .2  | 1.1 |

## Vida personal
Shaquille, es hijo de Jack y Michelle Harrison; Su padre, murió de un ataque al corazón cuando él todavía iba al instituto. Su hermano pequeño, Monte Harrison, juega en las Grandes Ligas de Béisbol.